# II. Rusza

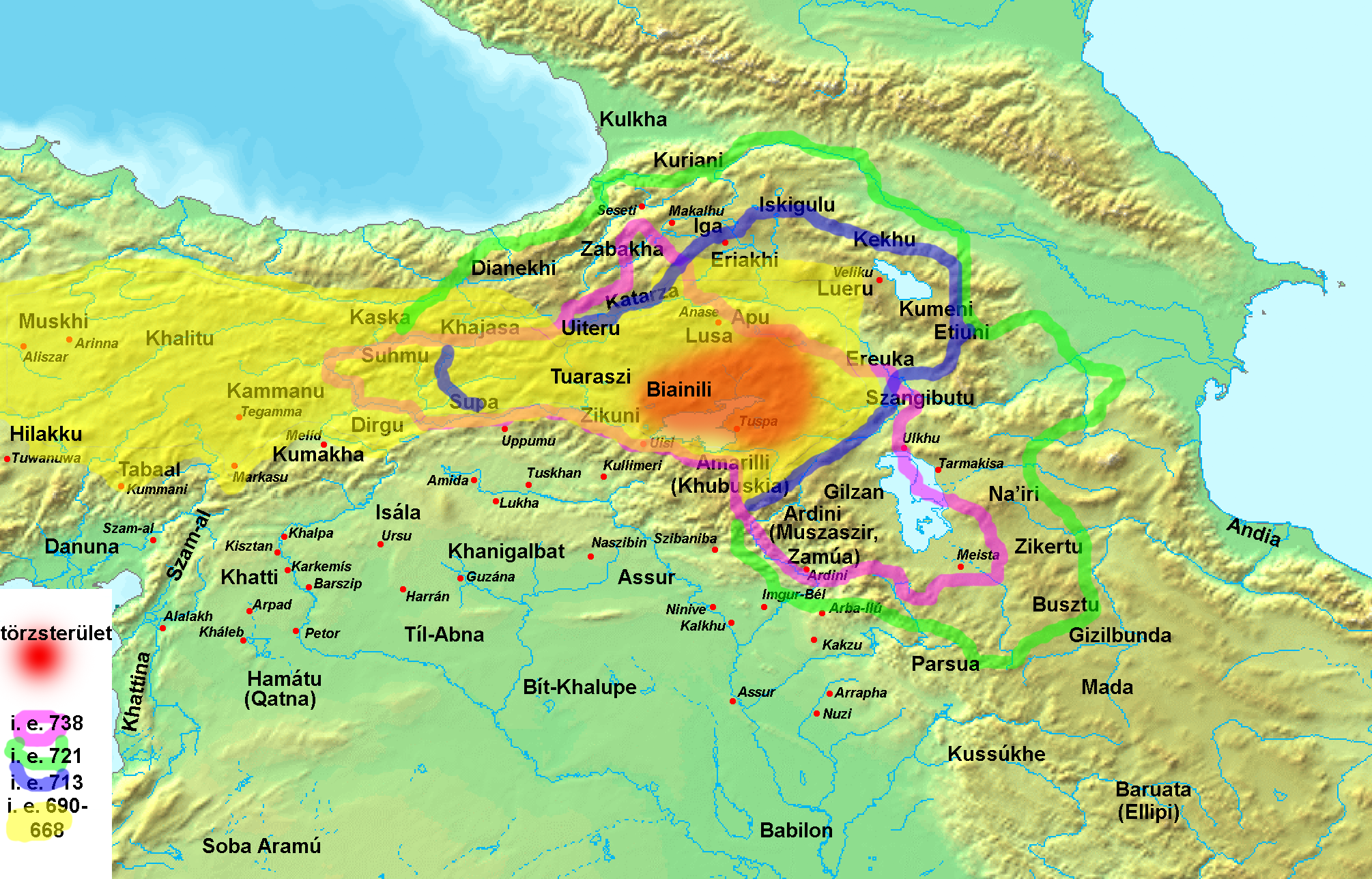
Urartu területváltozásai i. e. 668-ig

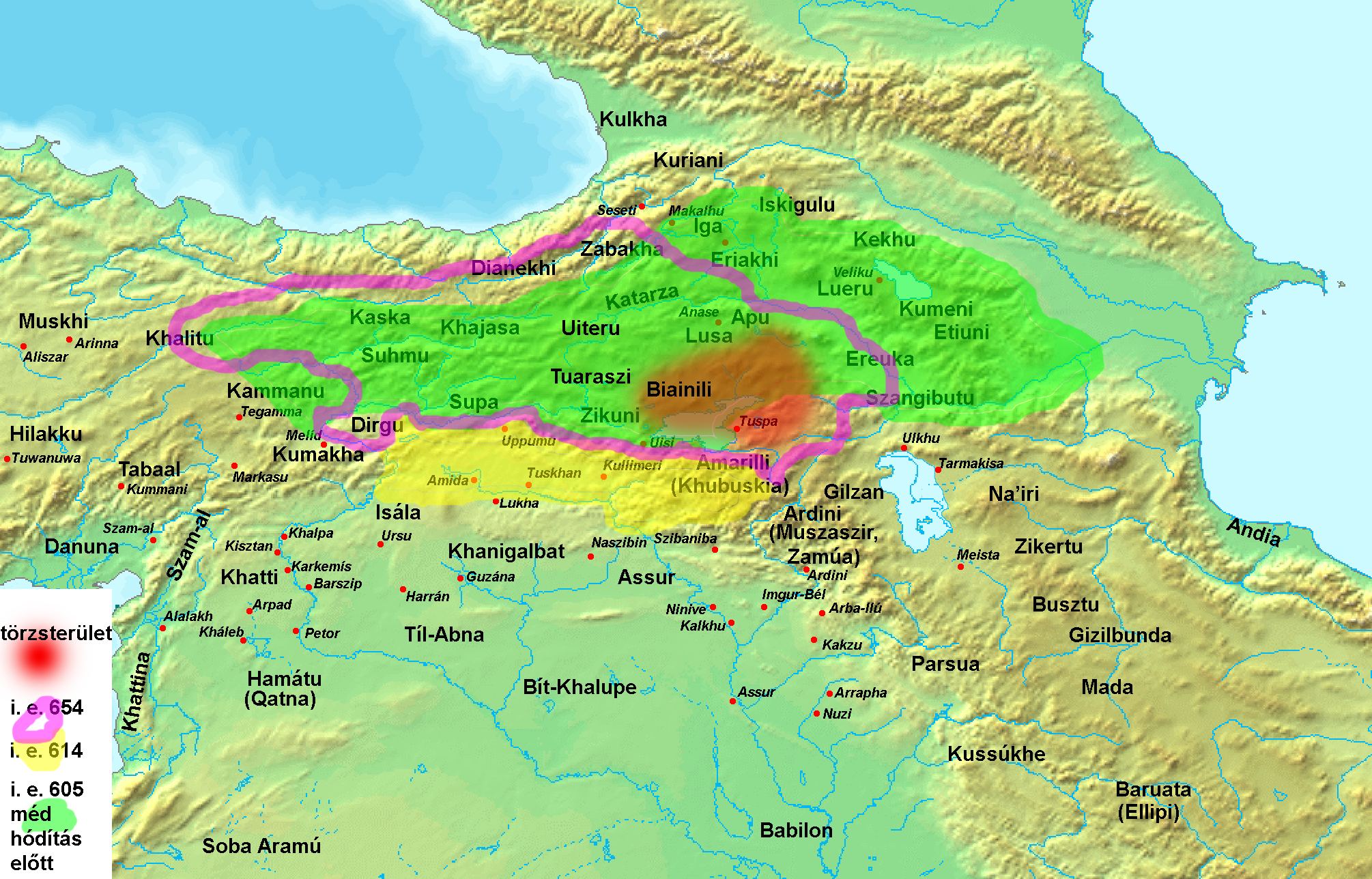
Urartu területváltozásai i. e. 658-tól

II. Rusza (Rusa, asszír Ursza(?), ur. körülbelül i. e. 680-tól i. e. 639-ig) Urartu királya, II. Argisti fia. Argisti kényszerből az Urartuban hagyományos asszírellenes politikát feladva inkább nyugaton és északon terjeszkedett. Fia olyan birodalmat örökölt, amelynek tartós összefogása az időben még lehetetlen volt. Rusza halála idejére az északkeleti hódítások elvesztek a szkíták és médek folytonos támadásai következtében, pusztán a kelet-anatóliai befolyás maradványa volt még meg. Sok próbálkozás ellenére sem sikerült Urartunak a Fekete-tengerhez kijutni, de ellenőrizte a kereskedelmileg nagyon fontos Eufrátesz-menti karavánutakat.

## Uralkodása
Titulusai: nagykirály, erős király, Biainili királya, Tuspa embere.
Sem II. Argisti halálának, sem II. Rusza trónra lépésének pontos ideje nem ismert. Saját évkönyveiket eddig nem találták meg a régészek, az asszír évkönyvek viszont a századforduló környéki „hosszú béke” miatt nem foglalkoznak Urartuval. Rusza talán már az i. e. 690-es években is uralkodott, de legkésőbb nagy valószínűséggel i. e. 680-ban. E korban kezdett alakulni a méd törzsszövetség Daiakku, majd Khavakhsatra vezetésével, ami lefoglalta Asszíriát Szín-ahhé-eríba és Assur-ah-iddína uralkodása alatt. Urartu sorsát ez időben leginkább a kimmerek, majd a szkíták határozták meg.
A kimmerek Rusza uralkodásának elején talán Urartu szövetségeseivé váltak. Az bizonyos, hogy a kimmerekkel összehangolt támadásokat vezettek Halitu és Phrügia ellen, amely utóbbi államnak ez egyúttal a bukását, és Lüdia megalakulását (vagy megerősödését) jelentette. A görög forrásokban Míta (Midasz) halála és Phrügia felperzselése ehhez az urartui–kimmer hadjárathoz köthető. Rusza ezzel rövid időre kiterjesztette hatalmát Anatólia központi vidékeire is. Ez az asszír források alapján i. e. 678-ra tehető. A szkíták az első, Hubuskia elleni hadjáratukban még vereséget szenvedtek Assur-ah-iddínától, így egyelőre csak Urartu korábbi keleti területeit, az Urmia vidékét veszélyeztették.
Asszíriával szemben legfeljebb kisebb határincidensek voltak, a „hosszú béke” legalább az i. e. 640-es évekig tartott. I. e. 673-ban Assur-ahhé-iddína Supria és Uppumu ellen vonult, és az asszír források szerint a szökött urartui alattvalókat kiszolgáltatta Ruszának. A két kis királyság védekezését a szkíták is segítették, ezért nem volt teljes az asszír győzelem. Ugyanebben az évben a médek felkelése is lefoglalta, ezért lehetett ez a gesztus fontos Asszíria számára, ugyanebben az évben azonban szövetséget kötött Bartatua szkíta királlyal, ami Urartut fenyegette. Ettől kezdve a szkíták révén indirekt támadásokat hajtottak végre Urartu ellen. I. e. 654-ben követjárás volt Tuspa és Ninive között Elám legyőzése apropójából, amelynek során Rusza a semlegességéről biztosította Asszíriát az asszír–babiloni konfliktusban. Mivel Asszíriának nem kellett az urartui–kimmer–szkíta szövetség ellenakciójától tartani – a kimmerek különösen veszélyes ellenfelek lettek volna, ebben az évben felprédálták Szardeiszt, valamint szövetséget kötöttek Khsathritával, Média fejedelmével –, Babilon ellen sikeres hadjáratot vezethetett. Rusza egy templom feliratán az asszírok felett Ruszahinilinél aratott győzelemről számol be, amelynek kapcsán Targu, Etiuni, a Kuras völgye, Tabaal, Kairanu, Hatti, Muskhi és Siluquini is a fennhatósága alá került, ezen országok a lakóit Urartuba deportálták. Hatti és Muski mibenléte kérdéses ebben az összefüggésben, mert több újhettita királyság is viselte a Hatti országa nevet, és nem valószínű, hogy a legfontosabb, Karkemis lenne az említett, talán inkább Melídről vagy Gurgumról van szó. Melíd már az i. e. 720-as évektől Asszíria vazallusa volt, Gurgum pedig az i. e. 740-es évektől. Muskhi viszont Phrügia lehetne, amelynek legfeljebb a keleti területeire tehette rá a kezét, illetve esetleg Halitu.
Az asszír politikai nyomás csökkenése az asszír kultúra átvételének ideje is lett. Rusza udvari művészete nagy hasonlóságot mutat az egykorú asszír műalkotásokkal, nem kizárt, hogy egyenesen Asszíriából  érkező művészek is voltak Rusza udvarában. Emellett azonban rohamosan terjedt a köznép között a szkíta motívumok alkalmazása. A kulturális élet maradványait főképp Teisebaini városában és erődjében maradtak fenn. E települést talán Rusza alapította, vagy egy korábbi városban emelt várat. A folyópart feletti meredek sziklafalra húzott fellegvár alatti település tervszerű utcarendje arra mutat, hogy ekkoriban közigazgatási központtá szervezték, és lakosságszáma ugrásszerűen nőtt meg. Itt nagy mennyiségű raktározott bronzeszközt (szerszámokat, fegyvereket) találtak, emellett gabonaraktárakat és festményeket is feltártak. II. Rusa alatt az urartui társadalom alapvetően megváltozott. Kiemelkedett egy hivatalnoki réteg, egyfajta új vezető osztály.
Rusza halálának időpontja ismeretlen. Fia, III. Szarduri talán már az i. e. 640-es években uralkodott, legkésőbb i. e. 639-ben. A szkíták ekkor Urartu ellen fordultak, ami az ország végleges hanyatlásával, a források megszűnésével járt. Ezért sokszor Urartu történetét be is fejezik II. Rusza uralkodásával. Az ókorban a nagyon hosszú életű uralkodók nem jelentettek jó óment egy államra nézve: az idősödő uralkodó már többnyire nem volt képes az ország megfelelő kormányzására, vagy sok kijelölt trónörökösét élhette túl, ami akár legitimációs válsághoz is vezethetett. Urartuban mindkettő bekövetkezett, az elkövetkező néhány évtized a folyamatos hanyatlás időszaka lett.

## Építkezései
Rusza nagy építtetőnek bizonyult. Míg elődei egy-egy erődítményt húztak fel, addig Rusza öt várost alapított. Khaldiei (ma Kefkalesı), Ruszahinili Eidurukai (i. e. 651, ma Ayanıs), Ruszahinili Kilibanikai (Toprah Kale vagy Toprakkale Van mellett), Rusai URU.TUR (ma Bastam) és Teisebai URU (mai neve Karmir Blur) kiterjedt építkezései kapcsolhatók a nevéhez. Városaiban vízvezetékek, szőlőskertek voltak.
Az építkezések okai vitatottak. Tuspában II. Szarduri utáni időből egyáltalán nincs felirat. Ebből sokan azt a következtetést vonják le, hogy Tuspa megszűnt fővárosnak lenni, mivel túl közel volt Asszíriához. A korábbi vélemények szerint már I. Rusza Ruszahinilibe költözött, mivel itt csak annyi bizonyos, hogy egy Rusza nevű uralkodó alapította, ami a II. Szardurit követő I. Ruszával azonosítást megindokolta. A Kesis Göl-sztélé alaposabb vizsgálata azonban II. Ruszát valószínűsítette.
Ruszahiniliben azonban nincsen a fellegvár körül erődített fal és raktárhelyiségek, csakúgy mint Eidurukaiban, helyette nagy szakrális tér és templomok vannak. Szemben Teisebainivel, ahol hatalmas palota, erődített falak és 130 raktárterem található. Ebből azt a következtetést is le lehet vonni, hogy ezek inkább voltak kultuszközpontok, mint közigazgatási és védelmi centrumok. I. e. 714-ben II. Sarrukín seregei kifosztották és lerombolták Muszaszirt, elképzelhető, hogy a szakrális jelentőségű Khaldi-templom és a „koronázóterület” pótlására építették fel az Araksz-völgyi centrumokat.

## Problémák a személye körül
Assur-ah-iddína és Assur-bán-apli évkönyveiben egy datálhatatlan és egy i. e. 652-re keltezhető szöveg Ursza nevű urartui királyról beszél. Ursza azonos is lehet Ruszával, ez esetben i. e. 652-ben még életben volt.